# Sakata Gintoki
Sakata Gintoki (坂田 銀時 (Phản Điền Ngân Thời)) là nhân vật chính trong manga và bộ anime Gintama của tác giả Sorachi Hideaki, thường được gọi tắt là Gin. Anh là ông chủ của "Vạn Sự Ốc Gin-chan" (hay "Tiệm Vạn Năng", "Dân làm đủ nghề") cùng với hai đàn em là Shimura Shinpachi và Kagura. Tên của anh liên quan đến một truyền thuyết Nhật Bản – Kintaro, một đứa trẻ có sức mạnh phi thường ở thời Heian, Kintaro là bạn của tất cả các sinh vật trên ngọn núi cậu sinh sống, và còn đánh thắng cả gấu. Sau một vài sự kiện, đã trở thành một Samurai và lấy tên Sakata Kintoki. Sorachi-sensei đã giải đáp câu hỏi này trong mục giao lưu với độc giả và cũng nói thêm là không có ý định cho Gintoki thành hậu duệ của Kintaro. Đôi khi Gintoki cũng bị gọi là Kintoki, Sakamoto Tatsuma bao giờ cũng gọi nhầm tên Gintoki.

## Quá khứ
Quá khứ của Gin khá đau buồn và vẫn còn là một điều khá bí ẩn. Anh được Shouyo-sensei tìm thấy trên chiến trường lúc chừng mười tuổi, khi Gin đang ôm một thanh kiếm đẫm máu giữa bãi chiến trường đầy xác chết. Shouyou bảo: "Ta tới đây vì nghe đồn có một con quái vật ăn xác chết... nhưng không ngờ nó lại dễ thương như vậy!". Sau đó thì Gin được ông mang về nuôi nấng, dạy dỗ cùng với Katsura Kotarou, Takasugi Shinsuke, tất cả đều là học trò của ông. Nhưng cha mẹ anh là ai, anh sinh ra ở đâu và thế nào vẫn chưa được tiết lộ.
Gintoki là một thiên tài về kiếm thuật, anh có cả tốc độ lẫn sức mạnh, có óc quan sát và rất nhạy bén khi chiến đấu. Cậu bé Gin đã dùng bản năng của mình để sinh tồn bằng kiếm từ khi bản thân còn chưa cao hơn nó. Gin là người mạnh nhất đạo trường của thầy Shouyo trước khi bị Takasugi đánh bại lần đầu tiên. Vào thời khắc Amanto tràn ngập nước Nhật, anh đã tham gia kháng chiến chống Amanto, cùng với Katsura Kotarou, Takasugi Shinsuke và Sakamoto Tatsuma, được biết đến như huyền thoại Shiroyasha (Bạch Dạ Xoa), là nỗi khiếp sợ với các Amanto, theo lời của Katsura mô tả "Người thanh niên với mái tóc bạc nhuốm máu trên chiến trường như hiện thân của quỷ thần. Cái tên ấy khét tiếng trong thế giới của bọn Amanto, đã gieo rắc nỗi khiếp sợ không chỉ với kẻ thù mà còn cả chiến hữu." (Chap 6/ Ep 6).
Nhưng sau cuộc chiến, Gin biến mất khỏi chiến trường và gặp được bà Otose khi bà đang thăm mộ chồng, còn Gin là một kẻ lang thang. Gin xin bà bánh bao mà bà cúng chồng để ăn và để trả ơn, Gin hứa với Otose-san cùng người chồng quá cố của bà là sẽ bảo vệ bà cho tới lúc bà nhắm mắt xuôi tay. Sau đó, anh được bà cho thuê tầng 2 của căn nhà và lập ra "Vạn Sự Ốc Gin-chan" (万事屋銀ちゃん/Yorozuya Gin-chan, còn gọi là "Tiệm Vạn Năng" hay "Dân làm đủ nghề Gin-chan").

## Đặc điểm

### Nhận dạng
Gin sinh ngày 10/10. Anh cao 177 cm, nặng 65 kg, có thể dễ dàng nhận ra anh với mái tóc quăn màu bạc bẩm sinh cùng với đôi mắt lừ đừ đến mức hiếm khi nhìn rõ màu mắt đỏ sậm mà các nhân vật trong truyện gọi là "cặp mắt cá chết". Ngay cả khi cau có hay lúc cười nham nhở lẫn khi nghiêm túc, mọi trạng thái khuôn mặt anh ta đều vô cùng hài hước với đôi mắt một kiểu trước sau như một. Trái ngược hình ảnh đạo mạo, lạnh lùng, đầy khí chất của một samurai chân chính, đôi mắt này của Gintoki hoàn toàn phù hợp với một kẻ "tâm hồn trẻ thơ trong thể xác đàn ông". Anh luôn mặc bộ đồ đen viền đỏ, khoác ngoài kimono trắng có hoa văn uốn lượn màu xanh, hay buông thõng tay áo bên vai phải, bên hông đeo một thanh kiếm gỗ có ghi chữ "Hồ Touya", phương tiện đi lại của anh là chiếc Vespa xám có chữ Gin (銀 – "ngân") ở hai bên hông.

### Tính cách
Mặc dù là một thiên tài về kiếm thuật và đầu óc nhạy bén khi chiến đấu, nhưng trong cuộc sống bình thường, Gintoki lại không hề được xây dựng là một nhân vật chính hoàn hảo mà ngược lại vô cùng "lầy lội". Từ vẻ bên ngoài, Gintoki đã gây sốc khi là một con người lười nhác, sợ ma, thiếu trách nhiệm, bẩn bựa và khá vô dụng. Anh quái đản và kì quặc, thích đọc Jump, cuồng đồ ngọt, đặc biệt là sở thích rắc rất nhiều đậu đỏ lên đồ ăn. Tự gọi mình là "đứa trẻ trong thân xác một người đàn ông", anh ăn không ngồi rồi, gây rắc rối khắp nơi và luôn chọc ngoáy người khác và còn hay ăn quỵt tiền. Gintoki còn bị gọi là "đại vương quấy rối tình dục" vì những lần say quên trời quên đất và có những hành động quá trớn với các nhân vật nữ và khi tỉnh thì anh không còn nhớ gì. Ngày thường thu nhập của anh không cao, hay nợ tiền công nhân viên, thậm chí sửa xe còn không trả tiền.
Gin từng tham gia cuộc kháng chiến chống lại Amanto và được biết đến với cái tên "Bạch dạ xoa", là nỗi khiếp sợ với các Amanto nhưng giờ chỉ là một gã lông bông vô công rồi nghề mắc bênh đường huyết. Trong các tình huống bình thường anh sẵn sang đổ hết mọi tội lỗi cho đồng đội để tránh rắc rối hay dùng họ làm mồi nhử để thoát thân như một kẻ hèn nhát. Đã gần 30 nhưng chưa có ý định lấy vợ, thần tượng cô gái dự báo thời tiết buổi sáng trên TV, luôn luôn đổ lỗi cho đường tình duyên vì mái tóc xoăn trời sinh mặc dù xung quanh anh toàn các cô gái "xinh xắn" yêu quí mình. Tóm lại, đây là một con người đầy khuyết điểm và "bất tài vô dụng".
Gin có tính cách rất trẻ con và còn tự nhận mình là "tâm hồn trẻ thơ trong thể xác đàn ông". Anh là người con người đơn giản, ngờ nghệch và hài hước. Anh rất thích đồ ngọt, bị cuồng sữa dâu và cơm đậu đỏ, đến nỗi bị cảnh báo là có nguy cơ bị tiểu đường. Gin cũng hay nhậu nhẹt, thường đi tới sáng mới về. Ngoài ra anh còn rất thích đọc Jump, là một fan hâm mộ của " chị gái thời tiết" Ketsuno Ana – cưới được chị và một mái tóc thẳng mượt chính là ước mơ của Gin-san. Là một kẻ sợ ma số một, dị ứng với mọi thứ chuyện ma quái hay phim kinh dị, sợ cả nha sĩ và lúc nào cũng đổ lỗi "đường tình kém duyên" cho cái đầu quăn của mình.
Làm nhân vật chính của Gintama, cựu chiến sĩ nhương di Gintoki cũng là tượng đài huyền thoại cho các nhân vật nam bị bệnh lười của giới manga, anime. Anh lúc nào cũng ngủ nướng, uể oải, hay móc mũi búng người và trưng đôi mắt cá chết của mình ra mỗi khi có việc. Thậm chí trang phục cũng lười may, chỉ có hai ba bộ sao y bản chính từ một mẫu. Nếu như không phải vì nghèo sắp chết đói và thường xuyên bị bà chủ nhà siết cổ đòi nợ, chắc Gintoki sẽ chẳng thèm bước ra ngoài mà đi làm việc.
Dù vậy, tuy anh lười nhưng anh ở một đẳng cấp khác rồi. Mọi người hãy biết ơn vì anh lười, chứ một quái vật như Gintoki mà chăm chỉ cà khịa, gây sự, thì trăm phần trăm manga gốc sẽ chuyển từ thể loại hài sang kinh dị máu me mất!
Bình thường Gin vô cùng lười biếng nhưng khi đã làm việc rồi thì sẽ làm tới nơi tới chốn. Tuy tính cách có hơi "bựa", thích phá hoại, bày trò, chơi bẩn, chọc ngoáy người khác, nhưng lúc cần Gin luôn chứng tỏ mình là một người có trách nhiệm và đáng tin cậy.
Từ khi rời khỏi cuộc chiến chống Amanto, Gin trở nên lười biếng, thong dong tận hưởng cuộc sống, tự nhận mình là một công dân gương mẫu của Edo. Nhưng có lẽ quá khứ vẫn tiếp tục ảnh hưởng tới con người và hành động của Gin, trong chap 63/ Ep 42 (arc Umibozu), Gin thừa nhận rất muốn có một người cha, một gia đình biết quan tâm đến con cái như Umibozu, anh cũng rất kính trọng người thầy quá cố cùng những ký ức về thầy Yoshida Shouyou. Anh có một tinh thần võ sĩ đạo, một nguyên tắc sống, một linh hồn không thể bị bẻ gãy: Chiến đấu để bảo vệ linh hồn của mình"
Anh tham gia chiến tranh không phải vì đất nước mà là vì nghe theo linh hồn mình mách bảo phải bảo vệ bạn bè, bảo vệ những học trò của Yoshida Shoyo.
Sugita Tomokazu là một diễn viên lồng tiếng tài năng và biết cách ồn ào hấp dẫn, và anh ta đã "giải phóng" hết những gì có thể thông qua Sakata Gintoki, nhân vật chính siêu troll của "Gintama". Series này sẽ chẳng bao giờ có thể hay đến thế nếu thiếu những pha rít lên của nhân vật này.

## Các mối quan hệ

### Vạn Sự Ốc Gin-chan và quán rượu Otose
Shimura Shinpachi:
Là một chàng thanh niên 16 tuổi đóng vai nghiêm túc đang học cách trở thành một samurai chân chính. Bị cả bộ truyện gọi là giá để kính và luôn bị các nhân vật khác trêu chọc về điều này. Ở cùng với Yorozuya, Shinpachi luôn là người phải nhắc nhở, dọn dẹp và phục vụ Gin và Kagura – hai kẻ lười biếng và có tật chuyên đi phá hoại. Cậu và người chị gái tên Shimura Tae sống tại một võ đường của gia đình và mong muốn khôi phục nó. Xuyên suốt bộ phim, Gin giống như là tia sáng màu bạc hướng dẫn Shinpachi tìm kiếm "thanh kiếm trong lòng". Shinpachi là fan hâm mộ cuồng nhiệt của Otsuu-chan (một cô ca sĩ trong truyện, tên thật là Terakado Tsuu).
Kagura:
Cô là người ngoài hành tinh thuộc tộc Yato nên rất nhạy cảm với ánh nắng mặt trời và luôn mang theo ô bên mình, là một cô bé xinh xắn với đôi mắt màu xanh dương và mái tóc màu cam luôn được búi hai bên bằng hai cái chụp tóc hình tròn. Cô bé mang trong mình sức khỏe và tốc độ phi thường, bản năng chiến đấu mạnh mẽ, năng lực phục hồi vô cùng nhanh của tộc Yato – dân tộc thiện chiến nhất vũ trụ, cùng với một cái dạ dày không đáy. Cô bé làm việc ở Vạn Sự Ốc để kiếm đủ tiền về nhà nhưng cửa hàng lại quá ế, đồng thời Gin cũng không bao giờ trả lương cho cô nên mong muốn đó trở nên xa vời, dần dần cô gắn bó với nơi này, coi nó như nhà của mình. Cô cùng với Shimura Shinpachi và Gin-san tạo nên Vạn Sự Ốc Gin-chan. Kagura nghe theo mọi lời mà Gin dạy, tính cách cũng phần nào bị ảnh hưởng bởi Gin, giống em gái nuôi của anh.
Sadaharu:
Sadaharu là một con chó khổng lồ màu trắng bị bỏ rơi và được Kagura nhận nuôi. Tên của nó do Kagura đặt theo tên con thú nuôi đầu tiên của cô. Rất thích gặm đầu Gin và cả Sakamoto.
Otose (Terada Ayano):
Otose là tên của mọi người khu phố thường hay gọi bà, tên thật của bà là Ayano. Bà gặp gỡ Gin ở bên cạnh mộ chồng mình lúc anh còn là kẻ lang thang, Gintoki đã hỏi xin đồ cúng Otose mang ra mộ chồng và đổi lại bằng lời hứa sẽ bảo vệ bà cho tới lúc bà mất. Cho Gin thuê nhà ở tầng 2 quán rượu, mặc dù tối ngày đòi tiền trọ dù biết Gintoki không có khả năng chi trả nhưng bà cũng không bao giờ đuổi Gin ra khỏi nhà.
Catherine:
Catherine là một Amanto ngoại hình giống một con mèo. Lúc đầu, ả có vẻ là một người làm thuê cần cù siêng năng ở quán rượu của Otose để giúp đỡ gia đình mình, nhưng Catherine nhanh chóng bị phát hiện là một tên trộm. Mặc dù vậy, Otose vẫn tiếp tục thuê Catherine làm việc sau khi cô được thả khỏi tù, và Catherine từ đó vô cùng trung thành với Otose. Tuy nhiên bản tánh của ả đanh đá cá cầy chẳng bao giờ đổi.
Tama:
Tama là một robot có cảm xúc được tìm thấy bởi Gin vào một lần đổ rác không đúng ngày. Cô được Otose nhận vào làm việc ở quán và được bà quan tâm không kém gì Gin với Catherine. Tama là một robot ngây thơ và ngọt ngào, cô có những cảm xúc không khác gì con người nhưng ít khi thể hiện nó.

### Nhóm Joy4
Katsura Kotarou:
Là đồng môn cũ của Gintoki và cũng là học trò của thầy Shouyo, lớn lên cùng Gin và Takasugi. Anh có mái tóc dài như con gái, gương mặt thanh tú, phong thái điềm tĩnh nho nhã nhưng lại có một bộ óc khá bất thường. Có lúc Katsura là một thủ lĩnh tài ba, một "Cuồng loạn quý công tử" nhưng nhiều lúc anh chỉ là một tên ngớ ngẩn với nhiều trò không đỡ nổi.
Khi Amanto đã chiếm được Nhật Bản, khác với Gin hay Takasugi, Katsura vẫn tiếp tục chống lại Amanto, duy trì nhóm "Nhương di chí sĩ", bị truy nã vì tham gia vào các hoạt động khủng bố chống lại Mạc Phủ, và trở thành một trong những mục tiêu truy đuổi hàng đầu của Shinsengumi. Dù tên là Katsura nhưng anh luôn bị gọi bằng biệt danh "Zura", dẫn đến câu cửa miệng "Zura janai, Katsura da!" (Không phải Zura, là Katsura!). Anh thường đi cùng sinh vật ngoài hành tinh bí hiểm nhất bộ truyện Gintama là Elizabeth.
Zura tham gia vào không ít trò bựa với Gin và cũng lôi Vạn Sự Ốc vào vô số chuyện dở khóc dở cười vì tính não phẳng của mình. Anh tỏ ra là người hiểu rõ về Gin hơn nhiều người khác.
Takasugi Shinsuke:
Cũng là một đồng môn cũ của Gin. Đứng đầu Kiheitai (Binh đoàn quỷ) với 3 thành viên chính là Kawakami Bansai (河上 万斉), Kijima Matako (来島 また子), Takechi Henpeita (武市 变平太). Sau chiến tranh, Takasugi là người đi theo con đường cực đoan nhất trong số đồng môn của Gin. Dường như anh không còn mục tiêu sống nào khác, "đơn giản chỉ là muốn hủy diệt thế giới đã mục nát này" – thế giới đã cướp đi người thầy yêu quý và quan trọng nhất của anh, và cũng là thế giới mà Utsuro, một phiên bản khác của Shouyo-sensei, cũng là người thực sự giết thầy ấy, tạo ra.
Takasugi và Gintoki lúc nào cũng đấu đá nhau, hễ gặp nhau là cãi cọ hoặc đấu một trận, chỉ khác là trước khi thầy Shouyo mất thì đó là những trận đấu giữa hai người bạn, còn sau này là những cuộc chiến không khoan nhượng giữa hai kẻ không còn chung lý tưởng.
Sakamoto Tatsuma:
Thành viên thứ tư của nhóm Joy4, đầu quắn giống Gin. Tuy không cùng lớn lên và học chung với ba người còn lại nhưng Tatsuma vẫn có mối liên kết sâu sắc với Gin, Katsura và Takasugi. Là một người tốt bụng, lạc quan ngay cả trong tình huống nguy hiểm nhất, lúc nào cũng có thể cười ha hả. Mặc dù có vẻ hơi ngớ ngẩn và mắc chứng say tàu xe nặng, nhưng Sakamoto lại là một thương gia cực kỳ thành công trong vũ trụ, thủ lĩnh của Kaientai. Anh tin rằng thương mại chính là cách tốt nhất để bảo vệ đất nước mình.